# Segmento orbitale americano

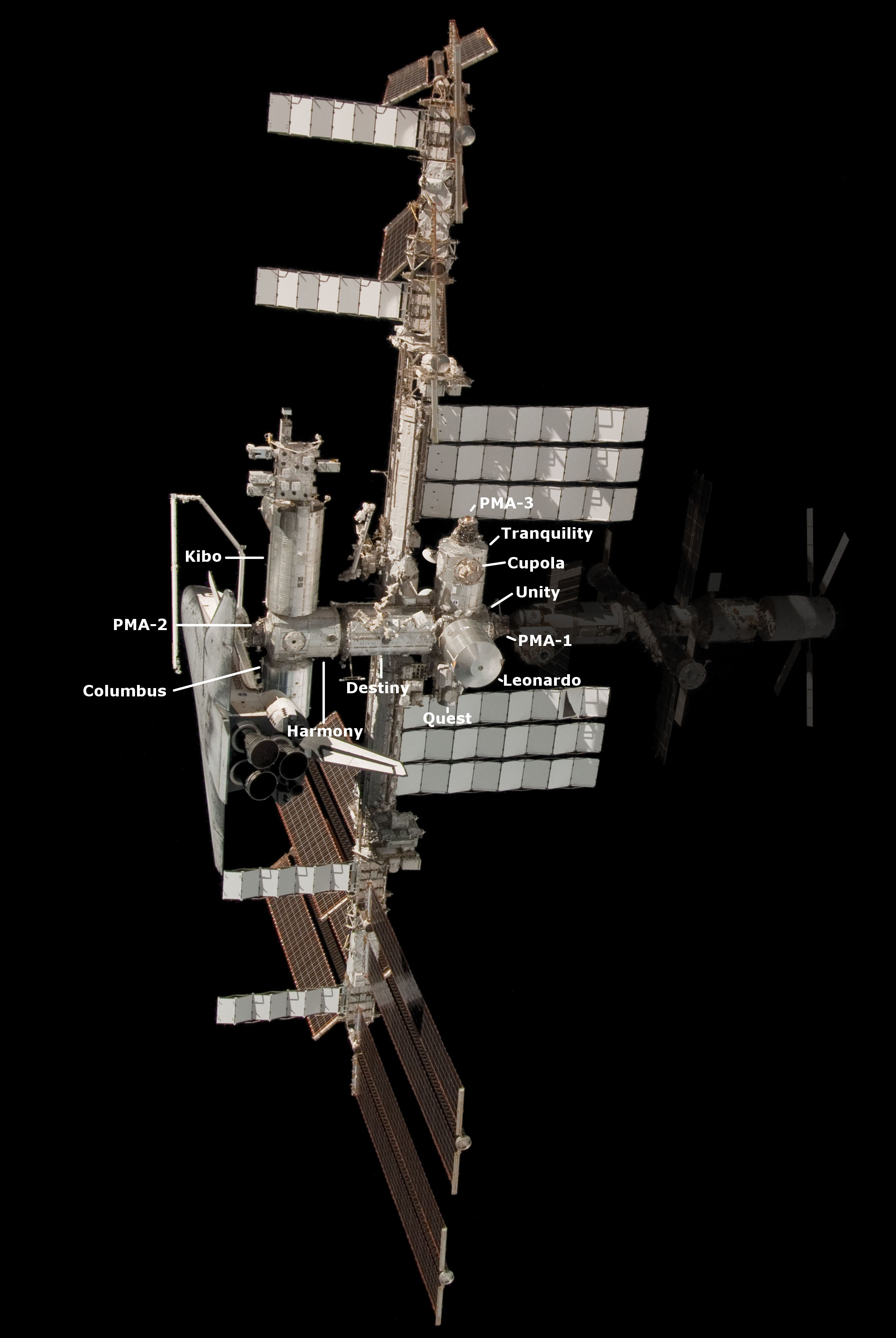
Il Segmento orbitale americano con lo Space Shuttle attraccato.

Il Segmento orbitale americano (in inglese US Orbital Segment, USOS) è il nome dato all'insieme dei moduli della Stazione spaziale internazionale (ISS) costruiti e utilizzati dalle agenzie NASA, ESA, CSA e JAXA. Il segmento è costituito da undici moduli pressurizzati e vari elementi esterni, tutti lanciati a bordo degli Space Shuttle. Il Segmento americano e Segmento russo costituiscono insieme la ISS.
Il segmento è monitorato e controllato dai centri di controllo a seconda dei moduli specifici, tra cui il Lyndon B. Johnson Space Center a Houston (USA), Columbus Control Centre a Weßling (Germania), Centro spaziale di Tsukuba a Tsukuba (Giappone) e Marshall Space Flight Center a Huntsville (USA).

## Moduli

Configurazione della ISS a novembre 2021

Degli undici moduli dell'USOS, otto sono abitabili mentre tre sono zone di connessione per l'aggancio di altri moduli.

### Nodi
I Nodi del Segmento americano sono tre, Unity (Nodo 1), Harmony (Nodo 2) e Tranquillity (Nodo 3) e ognuno di essi è dotato di sei boccaporti chiamati Common Berthing Mechanism (CBM). Dei 18 boccaporti disponibili, la maggior parte sono usati per collegare i moduli mentre i boccaporti non utilizzati vengono usati per l'attracco dei veicoli cargo come Dragon, Cygnus, HTV o dei veicoli con equipaggio come Dragon 2 e CST-100 Starliner. I tre adattatori PMA permettono di attraccare ai boccaporti CBM con il sistema di aggancio Androgynous Peripheral Attach System, il tipo usato dalle Sojuz, Progress e in passato dagli Shuttle e dall'ATV.

#### Unity
Il primo componente messo in orbita dell'USOS è stato il Nodo 1 Unity. All'estremità posteriore di Unity è agganciato il Pressurized Mating Adapter (PMA) 1 che lo collega con il modulo Zarja del Segmento Russo. Unity è connesso all'airlock Quest sulla destra, sulla sinistra dal Nodo 3 Tranquillity, a zenith dal segmento Z1 e anteriormente dal laboratorio Destiny, mentre il boccaporto nadir viene usato per l'attracco dei veicoli cargo. Unity è principalmente un luogo di ritrovo per gli equipaggi del Segmento americano che lo usano per mangiare e passare un po' di tempo insieme. È stato lanciato il 6 dicembre 1998 con la missione STS-88.

#### Harmony

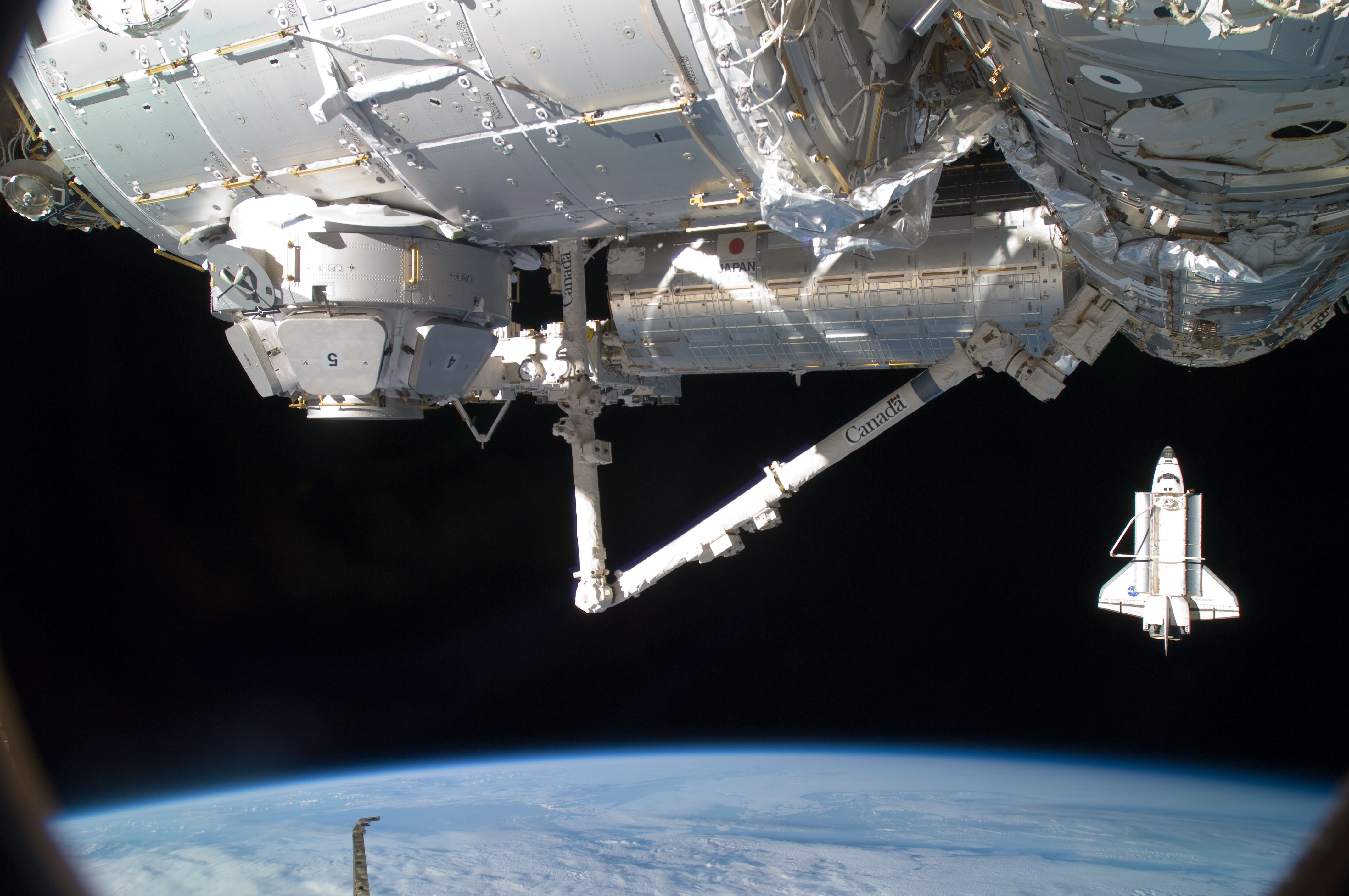
Il lato sinistro della ISS durante la partenza di uno Shuttle.

Il Nodo 2 Harmony è il modulo di collegamento tra i moduli internazionali dell'USOS; esso infatti connette il laboratorio americano Destiny posteriormente, il lab giapponese Kibo a sinistra e il lab europeo Columbus a destra. Come per Unity, il boccaporto nadir viene usato per l'attracco dei veicoli cargo. Nel boccaporto anteriore è agganciato il PMA-2, usato in passato dagli Space Shuttle e, dal 2019, dai veicoli con equipaggio Dragon 2 e CST-100 Starliner. Harmony è stato consegnato alla Stazione durante la missione STS-120 il 23 ottobre 2007.

#### Tranquility e Cupola
All'interno del Nodo 3 Tranquility sono posizionati i sistemi di supporto vitale dell'USOS. Ad esso sono agganciati la Cupola al boccaporto nadir, il modulo di stoccaggio Leonardo in quello anteriore e il modulo temporaneo BEAM nel boccaporto posteriore. La Cupola è utilizzata per l'osservazione terrestre e durante le attività robotiche. La Cupola e il Tranquillity sono stati lanciati durante la missione STS-130 a febbraio 2010.

### Laboratori

#### Destiny
Destiny è il laboratorio americano della ISS e viene usato per ricerche scientifiche di svariati campi, compresi il campo medico, ingegneristico, biotecnologico, fisico, dei materiali e scienze terrestri. All'interno di questo modulo è inoltre presente il sistema di riserva delle attività robotiche. È stato consegnato alla Stazione il 7 febbraio 2001 durante la missione STS-98.

#### Columbus
Columbus è il laboratorio europeo dell'ESA. Ospita al suo interno principalmente esperimenti di biologia, medicina, sui fluidi, dei materiali e al suo esterno l'alloggiamento per quattro esperimenti della Terra. Columbus è arrivato sulla ISS il 7 febbraio 2008 con l'STS-122. Il Columbus Control Centre, situato in Germania, è responsabile del modulo Columbus.

#### Kibo
L'ultimo laboratorio ad esser stato lanciato è il modulo Kibo (anche conosciuto come JEM), il laboratorio della agenzia spaziale giapponese. Kibo è composto dai due moduli pressurizzati (JEM Pressurized Module e l'Experiment Logistics Module - Pressurized Section), una piattaforma esterna per gli esperimenti (Exposed facility) e un braccio robotico (Remote Manipulator System). Il modulo è dotato di un piccolo airlock usato per trasferire all'esterno gli esperimenti o per l'espulsione di nanosatelliti dalla ISS. I vari componenti di Kibo sono stati consegnati tra marzo 2008 e luglio 2009. Il JEM Control center a Tsukuba è responsabile di tutti gli elementi di Kibo.

### Altri moduli

#### Quest Joint

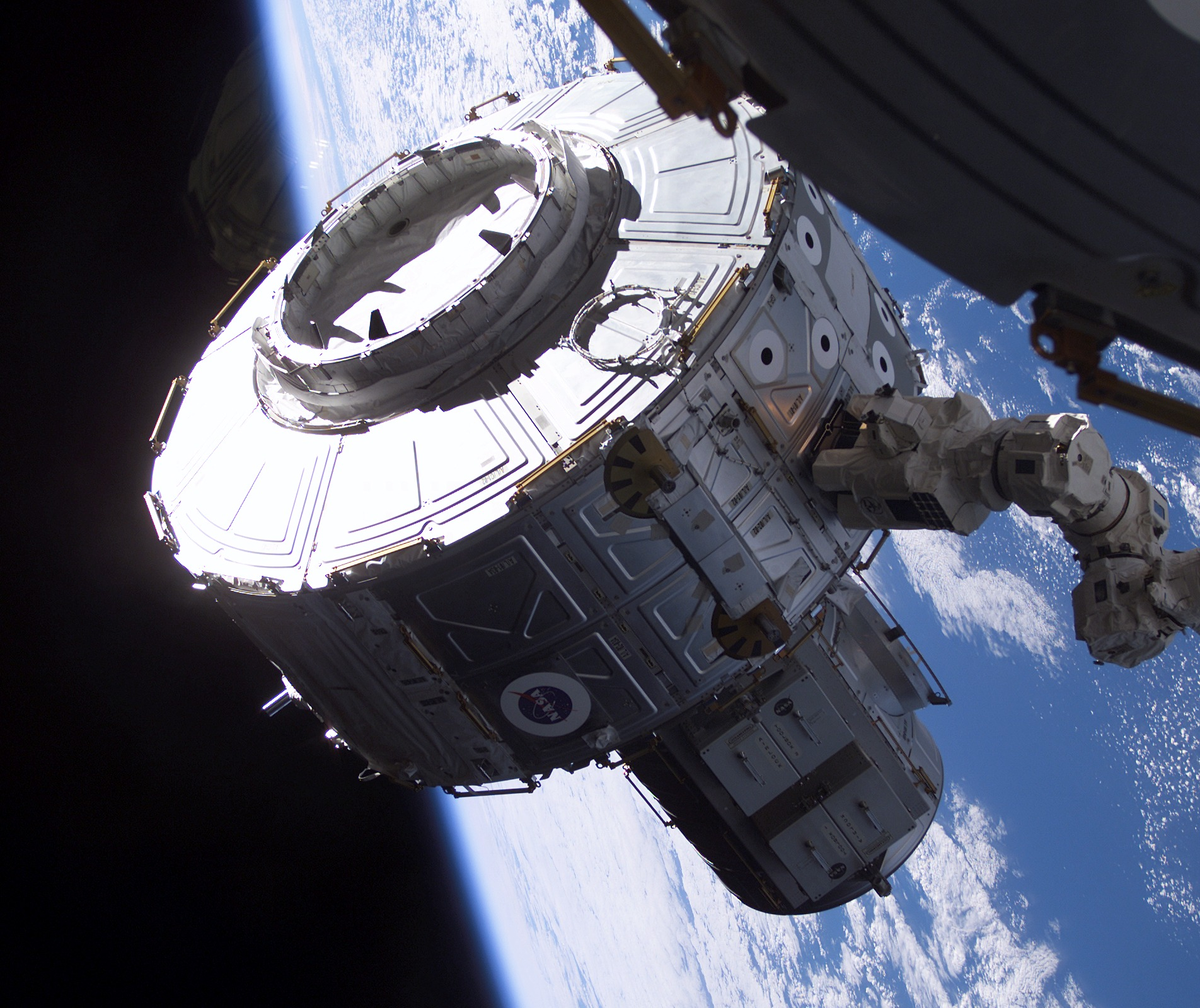
L'airlock Quest Joint poco prima di essere agganciato alla ISS.

L'airlock Quest Joint è usato come camera di equilibrio per le attività extraveicolari (EVA) del segmento americano. È costituito da due elementi: la camera per l'equipaggiamento e quella per l'equipaggio. La camera per l'equipaggiamento è il posto in cui vengono tenute le EMU e dove vengono svolte tutte le procedure dell'EVA, mentre quella per l'equipaggio è la camera che viene depressurizzata ed ha accesso allo spazio. Il Quest è stato consegnato con l'STS-104 nel luglio 2001.

#### Leonardo
Il modulo Leonardo, anche conosciuto come Permanent Multipurpose Module (PMM), è un modulo usato come luogo di stoccaggio. È agganciato al boccaporto anteriore di Tranquillity ed è stato lanciato durante la STS-133 nel 2011. Leonardo fino al 2011 veniva usato come modulo da trasporto a bordo dello Shuttle, poi modificato per l'attracco prolungato a bordo della ISS.

### Bigelow Expandable Activity Module
Il Bigelow Expandable Activity Module (BEAM) è un modulo sperimentale sviluppato da Bigelow Aerospace attraverso un contratto con la NASA per la sperimentazione di un modulo temporaneo espandibile. È stato lanciato il 10 aprile 2016 e agganciato al modulo Tranquillity durante la missione SpaceX CRS-8. Dal 2021 è diventato un modulo di proprietà della NASA, dopo il termine delle operazioni da parte di Bigelow Aerospace. Inizialmente pensato una vita operativa di due anni, ha superato le aspettative ed è previsto che sia utilizzato fino al 2028 per l'immagazzinamento di rifornimenti e componenti.

#### Pressurized Mating Adapter (PMA)
I tre Pressurized Mating Adapter (PMA) sono usati come boccaporti di attracco nell'USOS. Al 2019 il PMA-1 è usato per connettere Unity al modulo russo Zarya, il PMA-2 è agganciato al boccaporto anteriore di Harmony per l'attracco dei veicoli commerciali con equipaggio, mentre il PMA-3 è posizionato nel boccaporto posteriore di Tranquility come luogo di stoccaggio. Il PMA-1 e il PMA-2 sono stati consegnati alla ISS con Unity durante l'STS-88 nel dicembre 1998 mentre il PMA-3 con l'STS-92 l'11 ottobre 2000.

## Elementi esterni

### Integrated Truss Structure

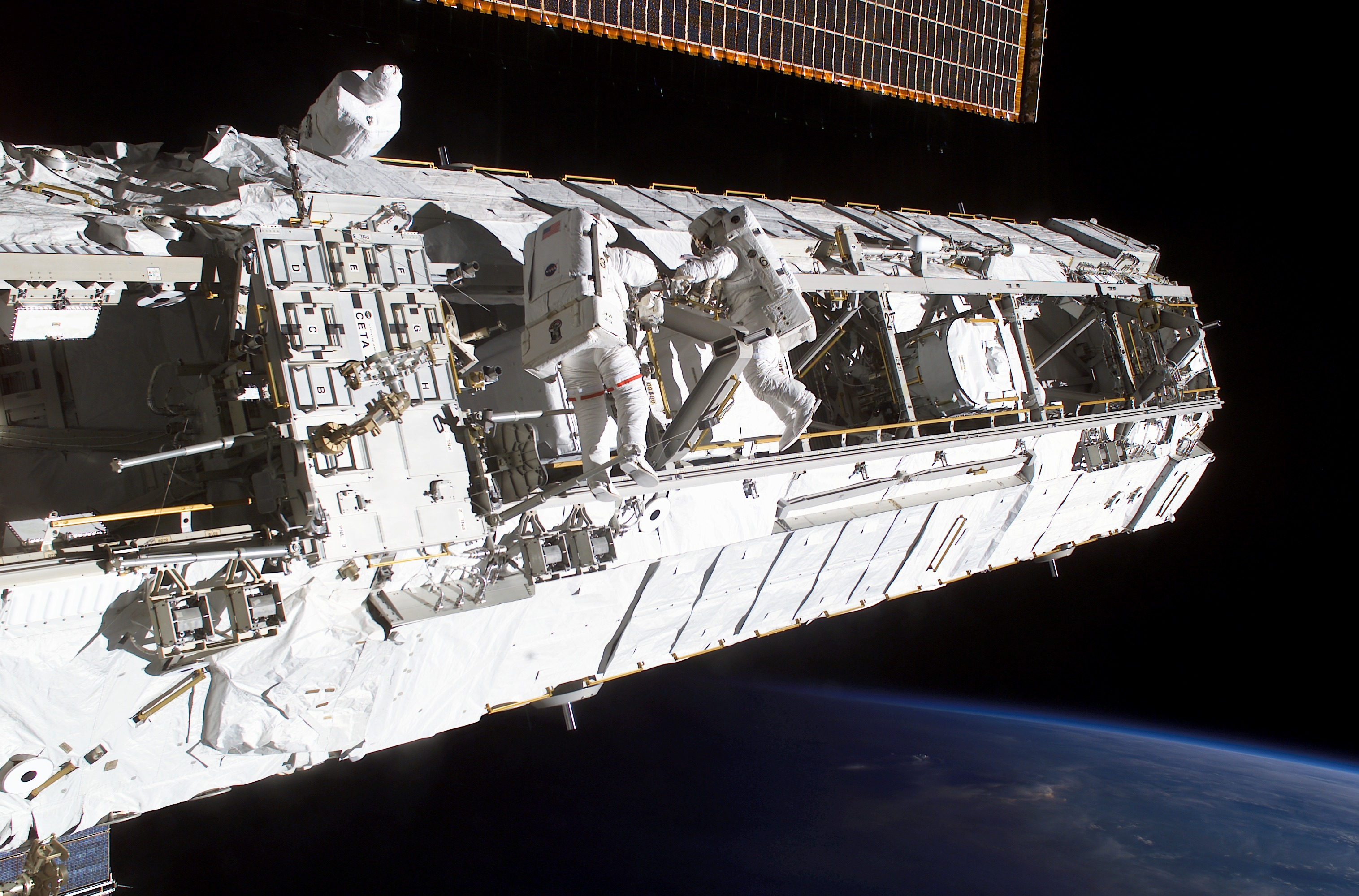
Lato sinistro dell'ITS durante l'STS-113 nel 2002.

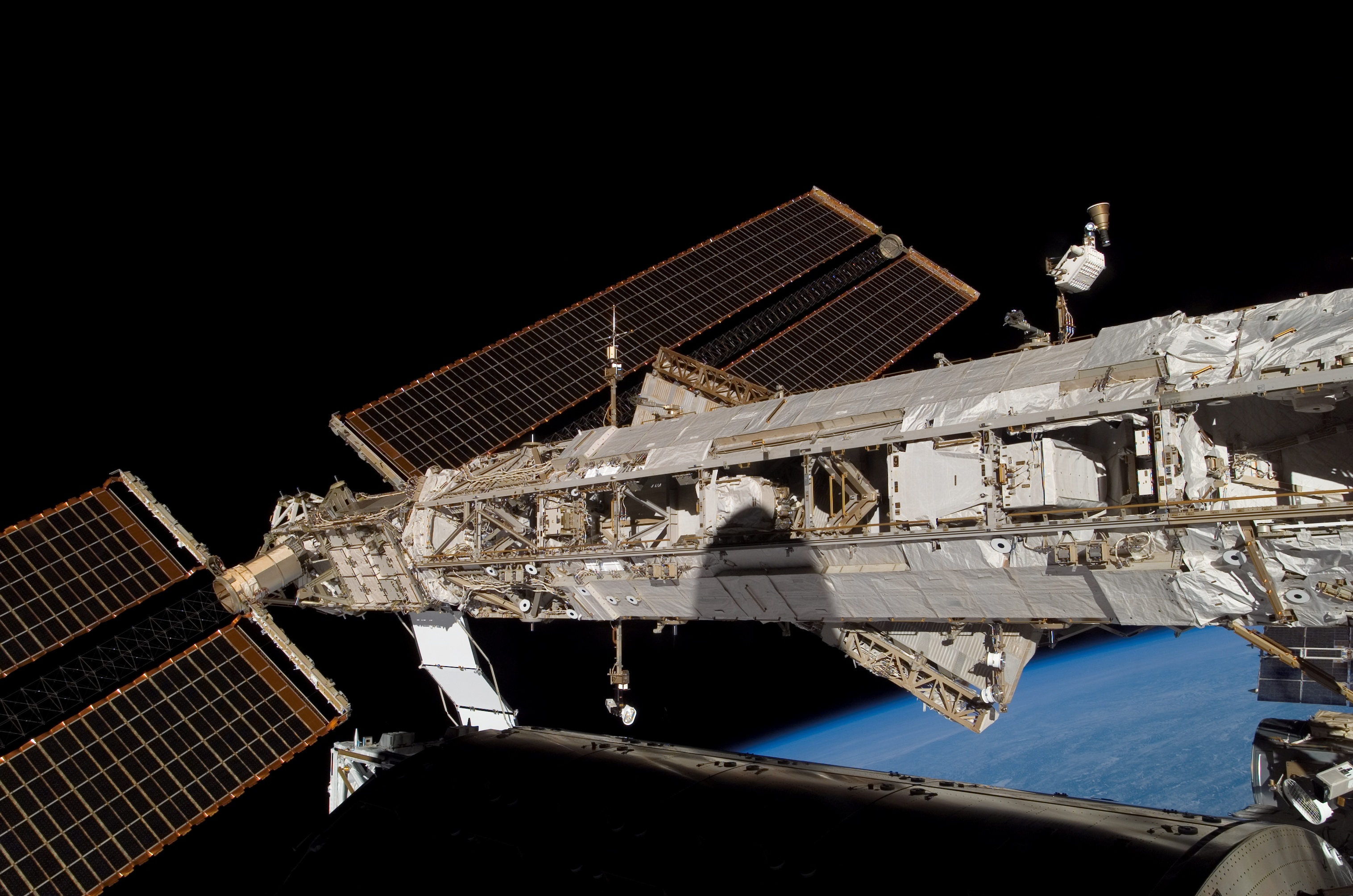
Lato destro dell'ITS durante l'STS-122 nel 2008.

L'Integrated Truss Structure (ITS) è l'intelaiatura che ospita l'equipaggiamento esterno della ISS. Ogni segmento dell'intelaiatura è indicato con la P o la S (che indica se il segmento è nel lato sinistro o destro della ISS, rispettivamente port e starboard) e un numero che ne individua la locazione. L'ITS è costituita da 12 segmenti, quattro su ogni lato e uno al centro che connette l'ITS ai moduli pressurizzati della ISS attraverso Destiny. Il tredicesimo segmento, conosciuto come Segmento Zenith-1 (Z1), è agganciato al modulo Unity ed era usato originariamente per collegare i pannelli solari del segmento P6 alla ISS e fornirle energia. Nel segmento Z1 sono presenti le antenne per la banda Ku e il sistema di giroscopi che mantengono stabile la Stazione. L'ITS è composta da acciaio inossidabile, titanio e alluminio, è lungo circa 110 metri e supporta il movimento dei pannelli solari. Insieme ai 16 pannelli solari (riuniti in gruppi da quattro) nell'ITS sono presenti 48 batterie NiH2 (che dal 2017 in fase di sostituzione) e di un sistema di raffreddamento e di radiatori. Per svolgere attività scientifica 24 ore al giorno, la ISS è dotata di batterie che si ricaricano durante le orbite diurne grazie ai pannelli solari e cedono energia durante le orbite notturne. Il sistema di raffreddamento, costituito da due pompe, due radiatori e due serbatoi di ammoniaca e azoto ciascuno, serve a dissipare il calore prodotto dai sistemi elettronici. Oltre a questi sistemi principali, nell'ITS sono presenti inoltre le External Stowage Platform, i External Logistics Carriers, l'Alpha Magnetic Spectrometer e il Mobile Base System del Canadarm2.

### External Stowage Platform

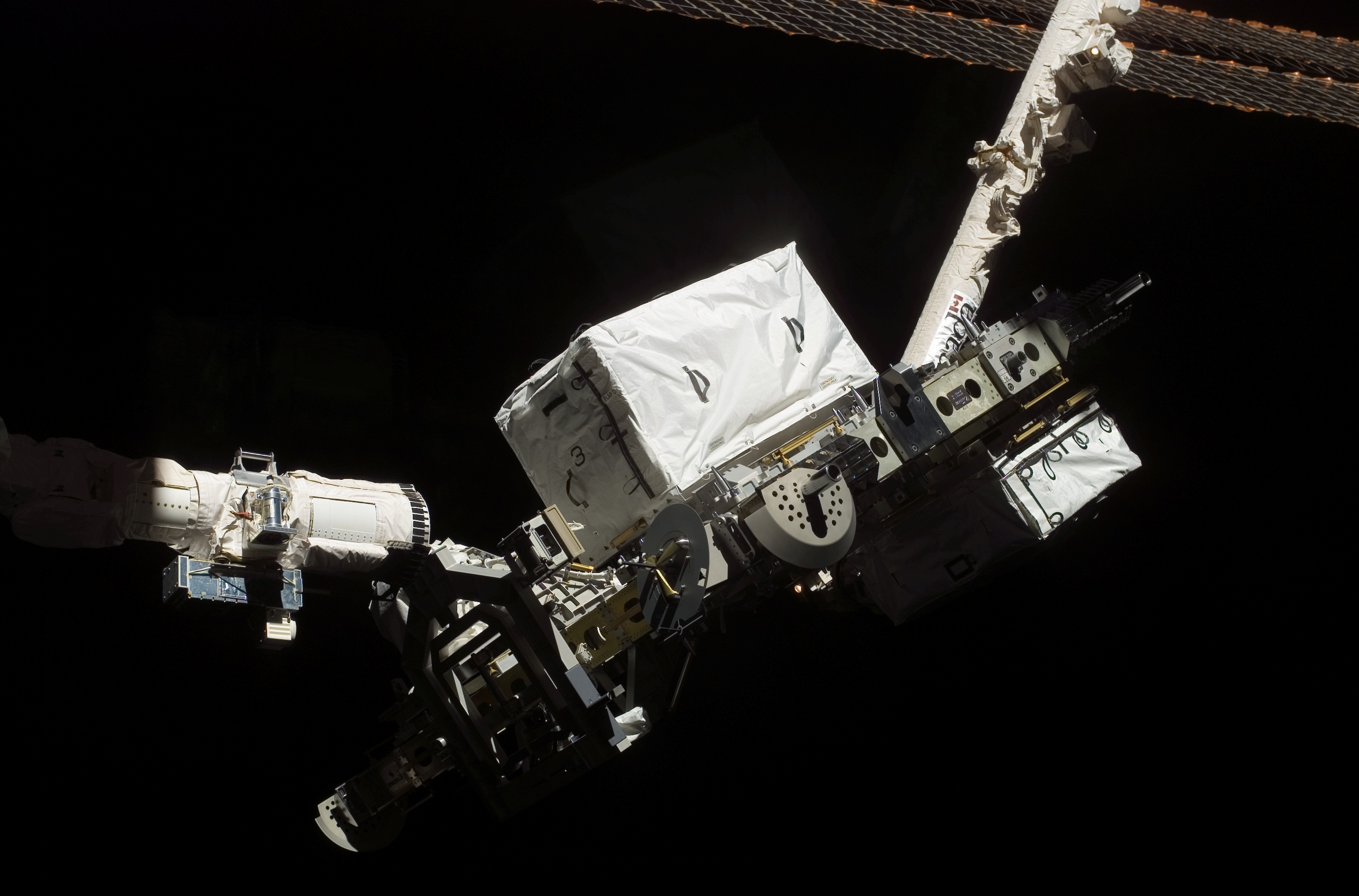
L'ESP-3

Le External Stowage Platform (ESP) sono una serie di piattaforme usate per stoccare le parti di ricambio (Orbital Replacement Unit; ORU) della ISS. Le ESP non sono pressurizzate ma sono dotate di collegamenti elettrici per fornire calore alle ORU. ESP-1 è posizionata sul modulo Destiny ed è stata consegnata durante la missione STS-102 a marzo 2001, l'ESP-2 è posizionata nel boccaporto a sinistra del airlock Quest ed è stata lanciata con l'STS-114 nel 2005 e infine, l'ESP-3 è posizionata sul segmento S3 ed è arrivata sulla Stazione con l'STS-118 nell'agosto del 2007.

### ExPRESS logistics carrier
Gli ExPRESS Logistics Carrier (ELC) sono simili all'External Stowage Platform, ma progettati per portare più carico. A differenza delle ESP infatti gli ELC sono dotati di collegamenti per il comando e la gestione dei dati e ciò permette di installare sugli ELC anche esperimenti scientifici. L'ELC-1 e l'ELC-2  posizionati rispettivamente nel segmento P3 e sull'S3, sono stati consegnati dall'STS-129 nel novembre 2009. L'ELC-3 è stato lanciato con l'STS-134 ed è anch'esso posizionato sul P3 mentre ELC-4 è stato consegnato e installato sull'S3 dall'STS-133.

### Alpha Magnetic Spectrometer 2
Il Alpha Magnetic Spectrometer (AMS) è un esperimento delle particelle posizionato sul segmento S3. Il compito dell'AMS è quello di cercare la materia oscura e l'antimateria. Cinquecento scienziati dal 56 differenti istituzioni e 16 Paesi hanno partecipato allo sviluppo e alla costruzione dell'AMS. È stato consegnato durante la missione STS-134.

### Mobile Servicing System

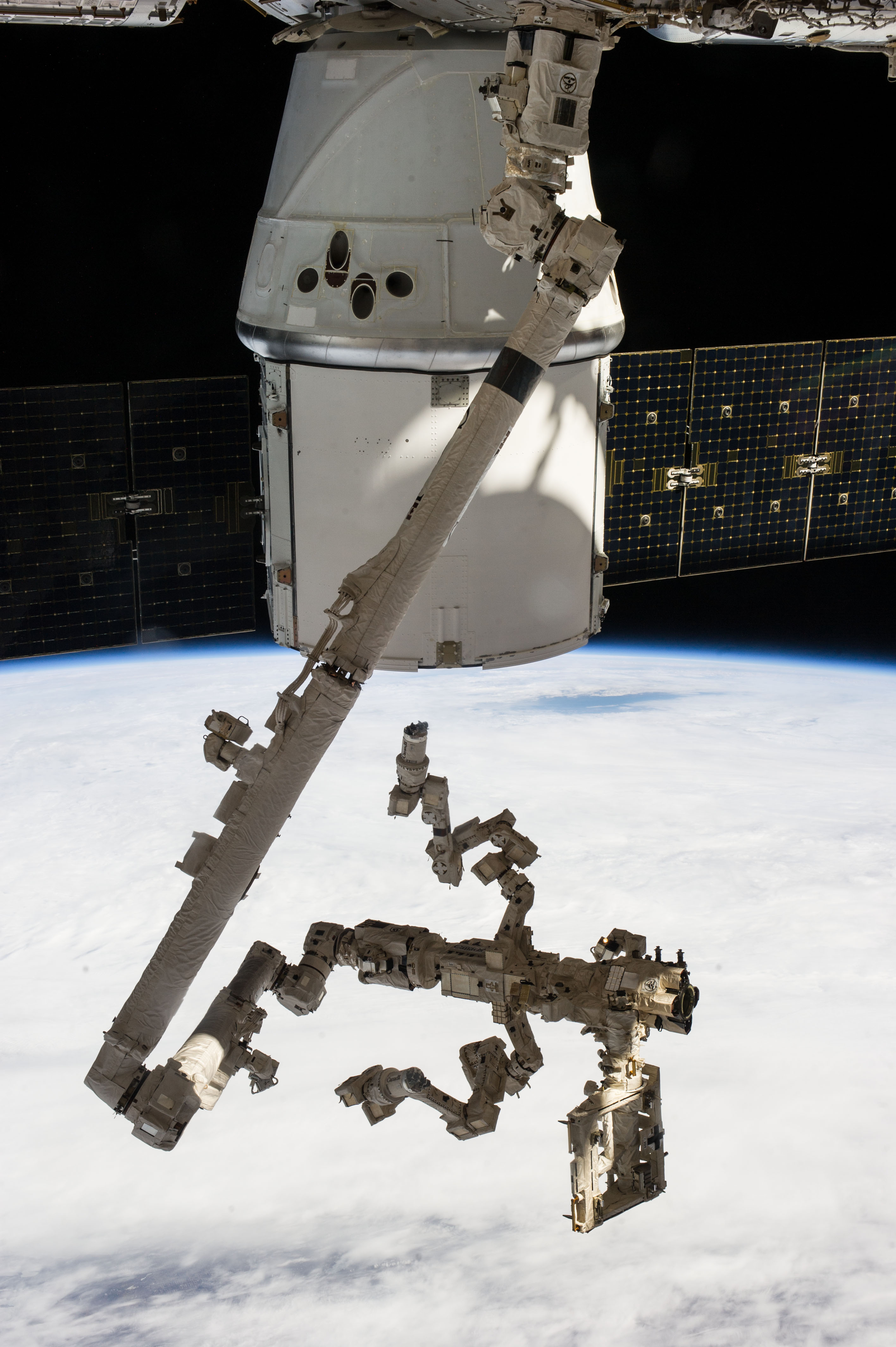
Il Canadarm2 con Dexter agganciato al modulo Harmony.

Il Mobile Servicing System è composto da tre diversi elementi costruiti dall'Agenzia spaziale canadese in collaborazione con la società MDA Space Missions, tranne il Mobile Transporter che è stato progettato e costruito dalla Northrop Grumman Corporation sotto contratto della NASA.

#### Canadarm2
Il principale componente dell'MSS è il braccio robotico Canadarm2, anche conosciuto come Space Station Remote Manipulator System (SSRMS). Il braccio è capace di spostare gli elementi più grandi e pesanti presenti sulla ISS che non possono essere trasportati degli astronauti durante le EVA. Può portare fino a 116 000 kg e ha sette gradi di libertà. Il Canadarm2 può spostarsi cambiando punto di ancoraggio, situati su Destiny, Harmony, Unity, il Mobile Base System e su Zarya, anche se quest'ultimo non è dotato del collegamento dati. Il Canadarm2 è stato installato sulla ISS dall'equipaggio dell'STS-100 all'inizio del 2001.

#### Special Purpose Dextrous Manipulator
Il Special Purpose Dexterous Manipulator (SPDM), anche conosciuto come Dextre, è un robot a due braccia che può essere agganciato alla ISS, al Mobile Base System o al Canadarm2. Dextre è capace di svolgere compiti che richiederebbero la presenza di un astronauta. Questi compiti includono lo spostamento di ORU dalla loro posizione di stoccaggio al luogo in cui devono essere installate. L'utilizzo di Dextre riduce il tempo di preparazione richiesto per l'esecuzione di certi compiti e dà la possibilità agli astronauti di impiegare il maggior tempo possibile agli esperimenti scientifici. Il principale punto di ancoraggio di Dextre è situato su Destiny, ma può essere spostato in qualunque punto di ancoraggio sulla ISS. Dexter ha una capacità di carico di 600 kg, 15 gradi di libertà. ed è stato lanciato con l'STS-123.

#### Mobile Base System
Il Mobile Base System (MBS) è un dispositivo che si muove su rotaie installato sull'Integrated Truss Structure. Esso pesa 886 kg e ha una capacità di carico di quasi 21000 kg. L'MBS può spostarsi dal segmento S3 al segmento P3 con una velocità massima di 2,5 cm/s. È dotato di quattro punti di ancoraggio, sui quali possono essere posizionati il Canadarm2, Dextre, Payload/Orbital Replacement Unit Accommodations (POA) e ricambi per la ISS. È stato consegnato alla Stazione durante la missione STS-111 nel giugno del 2002.

#### Orbiter Boom Sensor System
L'Orbiter Boom Sensor System è usato per estendere il Canadarm2. L'estremità del Boom è dotato di laser e telecamere che riprendono con una risoluzione di pochi millimetri. È inoltre fornito di passamani e può essere usato per aiutare gli astronauti durante le EVA (com'è successo durante l'STS-120 per la riparazione dei pannelli solari).